# Walter Baseggio
Walter Baseggio (* 19. August 1978 in Clabecq, Tubize) ist ein ehemaliger belgisch-italienischer Fußballspieler auf der Position eines offensiven Mittelfeldspielers. Mit Anderlecht war er fünffacher Meister, vierfacher Super-Cup-Sieger, sowie im Jahr 2000 Ligapokalsieger.

## Karriere
Der belgisch-italienische Doppelbürger startete seine Karriere 1996 beim belgischen Rekordmeister RSC Anderlecht hier spielte er insgesamt 254 Partien und erzielte dabei 42 Tore. Während dieser Zeit konnte er zudem fünf Meistertitel feiern, und sich mehrmals für die UEFA Champions League qualifizieren.
Durch seine starken Leistungen für Anderlecht wurde er auch in die belgische Fußballnationalmannschaft berufen. Er debütierte am 27. März 1999 im Spiel gegen Bulgarien. Sein einziges Länderspieltor erzielte er am 28. Februar 2001 im Qualifikationsspiel für die Fußball-Weltmeisterschaft 2002 gegen San Marino. Baseggio hatte am 9. Februar 2005 gegen Ägypten seinen letzten Einsatz für die Nationalmannschaft.
In der Winterpause der Saison 2005/06 wechselte Baseggio zu Treviso FBC 1993 in die italienische Serie A, wo er in 15 Spielen ein Tor erzielte. Am Ende der Saison belegte Treviso den letzten Platz und stieg damit in die Serie B ab. Baseggio wechselte in der Winterpause der folgenden Saison zurück zum RSC Anderlecht und spielte seit Januar 2008 für den belgischen Erstligisten Excelsior Mouscron. Im Juli 2009 wurde bei Baseggio Schilddrüsenkrebs diagnostiziert. Bis zum Ende der Saison 2008/09 hatte er insgesamt 297 Spiele in der Ersten Division absolviert und dabei 48 Tore erzielt.
Im Februar 2010 war er so weit von der Krankheit genesen, dass er keine Bestrahlungen mehr erhielt. Nur vier Monate später wurde bekannt, dass er vor einer Rückkehr in den Profifußball stand und mit Zweitdivisionär AFC Tubize aus seiner Heimatstadt Tubize Vertragsverhandlungen für die Saison 2010/11 aufgenommen hatte. Dort beendete er am Ende der Saison nach 15 Jahren im Profifußball seine Karriere als Aktiver. Seinen letzten Einsatz hatte er dabei bereits am 14. Dezember 2010; danach stand er in keinem Ligaspiel mehr im Kader des AFC Tubize.
Nach dem Ende seiner Profikarriere schloss er sich dem Provinzklub Patro Lensois und war für diesen über die gesamte Saison 2011/12 im Einsatz. Im Mai 2012 wurde bei einer Routinekontrolle von Baseggios Ärzten festgestellt, dass seine Krebserkrankung wieder zurückgekehrt sei. Trotz seiner erneuten Erkrankung wollte er seine Fußballlaufbahn im Amateurbereich weiter fortsetzen und wechselte daraufhin zu ETSP Brainoise, wo sein Onkel im Vorstand des Klubs aktiv ist. Beim Verein war er schließlich bis 2013 im Einsatz.

## Erfolge
- Belgischer Meister: 2000, 2001, 2004, 2006 und 2007
- Belgischer Supercup-Sieger: 2000, 2001, 2006 und 2007
- Belgischer Ligapokalsieger: 2000